# Damiano Damiani
Damiano Damiani (Pasiano di Pordenone, 23 de juliol de 1922 − Roma, 7 de març de 2013) va ser un escriptor, guionista, actor i director de cinema italià.

## Biografia
Damiano Damiani va néixer prop d'Udine, en el Friül. Descobreix el cinema de ben jove, però als 14 anys, veient New York-Miami de Frank Capra, que comprèn que darrere les imatges, hi ha un missatge, una visió del món, una filosofia… No obstant això, segueix en principi estudis de decorador a l'Acadèmia de belles arts de Milà. Per aquí, el 1946, accedeix al cinema. En principi, realitza documentals (una dotzena, entre 1946 i 1956) i participa en l'escriptura d'alguns guions entre els quals Cronache di poveri amanti de Carlo Lizzani.
Dirigeix la seva primera pel·lícula als 37 anys: Il rossetto, el 1959.
Ha dirigit, entre d'altres, Franco Nero i Claudia Cardinale a la seva pel·lícula sobre la màfia: Il giorno della civetta (1967) i per la qual obté el premi David di Donatello a la Millor actriu principal.

## Filmografia[3]

### Guionista
- 1953: Piovuto dal cielo Leonardo De Mitri
- 1954: Cronache di poveri amanti de Carlo Lizzani
- 1958: I misteri di Parigi de Fernando Cerchio i Giorgio Rivalta
- 1958: La venere di cheronea de Fernando Cerchio i Viktor Tourjansky
- 1958: Erode il grande d'Arnaldo Genoino
- 1959: I batellieri del Volga d'Arnaldo Genoino
- 1959: L'inferno addosso de Gianni Vernuccio
- 1960: I cosacchi de Viktor Tourjansky i Giorgio Rivalta
- 1961: Il sepolcro del re de Fernando Cerchio

### Director
- 1959: Il rossetto
- 1960: Il sicario
- 1961: L'isola di Arturo Gran Premi al Festival de Sant Sebastià
- 1962: La rimpatriata
- 1964: La strega in amore
- 1966: Quien Sabe?
- 1967: Il giorno della civetta
- 1968: Una ragazza piuttosto complicata
- 1970: La moglie più bella
- 1971: Confessioni di un commissario di polizia al procuratore della repubblica
- 1971: L'istruttoria è chiusa dimentichi
- 1972: Girolimoni, il mostro di Roma
- 1973: Il sorriso del grande tentatore
- 1974: Per què s'assassina un magistrat? (Perché si uccide un magistrato)
- 1975: Un genio, due compari, un pollo
- 1977: Io ho paura
- 1978: Goodbye & Amen
- 1979: Un uomo in ginocchio
- 1980: L'avvertimento
- 1982: Amityville: La possessió
- 1984: La piovra (TV) amb François Périer
- 1985: Pizza Connection
- 1986: L'inchiesta
- 1989: Il sole buio
- 1989: Gioco al massacro
- 1992: L'angelo con la pistola
- 2000: Alex l'ariete
- 2002: Àngels de negre (Assassini dei giorni di festa)

### Actor
- Perché si uccide un magistrato (1974)
- Il Delitto Matteotti (1973)

## Premis i nominacions[4]

### Premis
- 1962: Conquilla d'or per L'isola di Arturo

### Nominacions
- 1968: Os d'Or a la Berlinale per Il Giorno della civetta
- 1971: Medalla d'or al Festival Internacional de Cinema de Moscou per la Confessione di un commissario di polizia al procuratore della repubblica
- 1986: Premi David di Donatello per L'Inchiesta
- 1985: Os d'Or a la Berlinale per Pizza Connection